# Frans De Haes
Franciscus Theophilis (Frans) De Haes (Antwerpen, 28 juli 1899 - 4 november 1923) was een Belgisch gewichtheffer. Hij werd olympisch kampioen.

## Loopbaan
De Haes vluchtte in 1914 met zijn ouders naar Nederland, waar hij met gewichtheffen begon. Zo werd hij in 1918 als lid van de Amsterdamse Vereeniging der Halters zelfs Nederlands kampioen bij de juniors.
Nadat hij na de Eerste Wereldoorlog naar Antwerpen was teruggekeerd, sloot hij zich aan bij de worstelclub van Laurent Gerstmans, maar besloot zich toch te specialiseren in het gewichtheffen. Hij werd meteen Belgisch kampioen en hij verbeterde vrijwel alle nationale records in de pluim- of vedergewichtklasse. Tijdens de Olympische Zomerspelen 1920 in Antwerpen behaalde hij goud in de proef trekken met één arm, stoten met één arm en stoten met beide armen (220 kg: 60-65-95) en dit "op een zeer slecht terrein van losse asse en onder een tent van zeildoek waar het koud en donker was". In de plaatselijke pers werd hij betiteld als volkskind en onverbasterden Sinjoor. Na de Olympische Spelen stapte hij over naar de lichtgewichten. In die categorie werd hij wereldkampioen en wereldrecordhouder. Hij richtte zijn eigen worstel- en gewichtheffersclub Hercules op.
De Haes was lid van de Frontpartij wat hem in de Franstalige pers niet in dank werd afgenomen. Hij werd eind 1923 het slachtoffer van een griepepidemie.
1920: Frans De Haes ·
1924: Pierino Gabetti ·
1928: Franz Andrysek ·
1932: Raymond Suvigny ·
1936: Anthony Terlazzo ·
1948: Mahmoud Fayad ·
1952: Rafael Tsjimisjkjan ·
1956: Isaac Berger ·
1960: Jevgeni Minajev ·
1964: Yoshinobu Miyake ·
1968: Yoshinobu Miyake ·
1972: Norair Noerikjan ·
1976: Nikolai Kolesnikov ·
1980: Viktor Mazin ·
1984: Chen Weiqiang ·
1988: Naim Süleymanoğlu ·
1992: Naim Süleymanoğlu ·
1996: Naim Süleymanoğlu ·
2000: Nikolai Pesjalov ·
2004: Shi Zhiyong ·
2008: Zhang Xiangxiang ·
2012: Kim Un-guk ·
2016: Óscar Figueroa ·
2020: Chen Lijun ·
2024: Li Fabin